# Milan Dirnbach
Milan Dirnbach (né le 13 novembre 1978 en Slovaquie) est un joueur de hockey sur glace professionnel slovaque.

## Carrière de joueur
Il commence sa carrière au club du HK Nitra en Extraliga U20 en 1995. L'année suivante, il intègre l'équipe première du club. Il participe à 26 matchs mais ne marque aucun point. Il est alors prêté au HK Trnava en 1.liga. Au début de l'année 1997, il retourne dans son club formateur et joue les matchs en équipe première ainsi qu'en junior. À l'issue de la saison 1998-1999, Nitra est relégué en 1.liga. Au second échelon du hockey slovaque, Milan Dirnbach montre tous son potentiel en inscrivant 5 buts et 14 aides (19 points) en 40 matchs. À la saison 2002-03, il jouera pour le HC Dukla Senica. En 2003, il décide de tenter l'expérience à l'étranger et il opte pour le club de l'Étoile Noire de Strasbourg, alors en Division 1. Pour sa première saison en Alsace, il rend une fiche de 9 buts, 23 assistances (32 points) en 26 matchs. Il reste 6 saisons à Strasbourg avant de choisir de poursuivre sa carrière au Gap Hockey Club, promu en Ligue Magnus au cours de la saison 2009-2010. Il effectue qu'un match de championnat (contre Grenoble lors de la première journée) avant de partir à Valence en Division 1.

## Trophées et honneurs personnels
Division 1
- 2005-2006: Champion de France de Division 1

## Statistiques
| Saison    | Équipe                     | Ligue                  |     | Saison régulière | Saison régulière | Saison régulière | Saison régulière | Saison régulière |   | Séries éliminatoires | Séries éliminatoires | Séries éliminatoires | Séries éliminatoires | Séries éliminatoires |
| Saison    | Équipe                     | Ligue                  | PJ  | B                | A                | Pts              | Pun              | PJ               | B | A                    | Pts                  | Pun                  |                      |                      |
| 1995-1996 | HK Nitra                   | Extraliga slovaque U20 | 39  | 0                | 4                | 4                | 89               |                  |   |                      |                      |                      |                      |                      |
| 1996-1997 | HK Nitra                   | Extraliga slovaque U20 | 43  | 9                | 20               | 29               | 62               |                  |   |                      |                      |                      |                      |                      |
| 1996-1997 | HK Nitra                   | Extraliga slovaque     | 26  | 0                | 0                | 0                | 16               |                  |   |                      |                      |                      |                      |                      |
| 1996-1997 | HK Trnava                  | 1.liga                 | 2   | 1                | 0                | 1                | 0                |                  |   |                      |                      |                      |                      |                      |
| 1997-1998 | HK Nitra                   | Extraliga slovaque U20 | 40  | 5                | 20               | 25               | 56               |                  |   |                      |                      |                      |                      |                      |
| 1997-1998 | HK Nitra                   | Extraliga slovaque     | 14  | 0                | 0                | 0                | 10               |                  |   |                      |                      |                      |                      |                      |
| 1998-1999 | HK Nitra                   | Extraliga slovaque     | 40  | 1                | 2                | 3                | 30               |                  |   |                      |                      |                      |                      |                      |
| 1999-2000 | HK Nitra                   | 1.liga                 | 40  | 5                | 14               | 19               | 47               |                  |   |                      |                      |                      |                      |                      |
| 2002-2003 | HC Dukla Senica            | 1.liga                 |     |                  |                  |                  |                  |                  |   |                      |                      |                      |                      |                      |
| 2002-2003 | HK Nitra                   | 1.liga                 |     |                  |                  |                  |                  |                  |   |                      |                      |                      |                      |                      |
| 2003-2004 | Étoile noire de Strasbourg | Division 1             | 26  | 9                | 23               | 32               | 82               |                  |   |                      |                      |                      |                      |                      |
| 2004-2005 | Strasbourg                 | Division 1             | 28  | 7                | 14               | 21               | 52               |                  |   |                      |                      |                      |                      |                      |
| 2005-2006 | Strasbourg                 | Division 1             | 28  | 7                | 16               | 23               | 26               |                  |   |                      |                      |                      |                      |                      |
| 2006-2007 | Strasbourg                 | Ligue Magnus           | 26  | 2                | 9                | 11               | 38               | 2                | 0 | 0                    | 0                    | 0                    |                      |                      |
| 2007-2008 | Strasbourg                 | Ligue Magnus           | 26  | 3                | 6                | 9                | 42               | 2                | 1 | 0                    | 1                    | 6                    |                      |                      |
| 2008-2009 | Strasbourg                 | Ligue Magnus           | 23  | 3                | 4                | 7                | 24               | 6                | 1 | 1                    | 2                    | 10                   |                      |                      |
| 2009-2010 | Gap HC                     | Ligue Magnus           | 1   | 0                | 0                | 0                | 2                |                  |   |                      |                      |                      |                      |                      |
| 2009-2010 | Valence HG                 | Division 1             | 23  | 8                | 9                | 17               | 44               |                  |   |                      |                      |                      |                      |                      |
| Totaux    | Totaux                     | Totaux                 | 425 | 60               | 146              | 206              | 620              | 10               | 2 | 1                    | 3                    | 16                   |                      |                      |